# Boryza commiscens
Boryza commiscens är en fjärilsart som beskrevs av Walker 1858. Boryza commiscens ingår i släktet Boryza och familjen nattflyn. Inga underarter finns listade i Catalogue of Life.